# Lissachatina
Lissachatina es un género de moluscos gasterópodos de la familia Achatinidae. El género incluye a varios caracoles gigantes terrestres los cuales pueden medir entre 12 a 25 centímetros de longitud y son originarios de África. El género fue propuesto por Bequaert en 1950.
Algunas especies como Lissachatina fulica han logrado expandirse a otras partes del mundo y convertirse en plagas para los ecosistemas. La especie Lissachatina fulica está incluida en la lista de las especies exóticas invasoras más dañinas del mundo.
Se recomienda no tomarlos ya que la mayoría de las especies son vectores de parásitos y enfermedades.
Los datos moleculares muestran claramente que Lissachatina se agrupa consistentemente como un clado monofilético separado de Achatina y se declaró que no hay base para continuar empleando Lissachatina como un subgénero de Achatina y que debe considerarse como un género por derecho propio.

## Especies
Contiene las siguientes especies:
- Lissachatina albopicta (E. A. Smith, 1878)
- Lissachatina allisa (L. Reeve, 1849)
- Lissachatina bloyeti (Bourguignat, 1890)
- Lissachatina capelloi (Furtado, 1886)
- Lissachatina eleanorae (Mead, 1995)
- Lissachatina fulica (Bowdich, 1822)
- Lissachatina glaucina (E. A. Smith, 1899)
- Lissachatina glutinosa (L. Pfeiffer, 1854)
- Lissachatina immaculata (Lamarck, 1822)
- Lissachatina johnstoni (E. A. Smith, 1899)
- Lissachatina kilimae (Dautzenberg, 1908)
- Lissachatina lactea (L. Reeve, 1842)
- Lissachatina loveridgei (Clench & Archer, 1930)
- Lissachatina reticulata (L. Pfeiffer, 1845)
- Lissachatina yalaensis (Germain, 1936)
- Lissachatina zanzibarica (Bourguignat, 1879)